# Vertrag von Granada (1491)
Unter der Bezeichnung Vertrag von Granada sind mehrere sich ergänzende Urkunden bekannt, die das kastilische Königspaar Isabella und Ferdinand am 25. November bzw. 30. Dezember 1491 ausstellen ließ, um eine kampflose Übergabe der Stadt Granada und der Festungsanlage Alhambra zu erreichen. In den Dokumenten wurden die Übergabebedingungen und die Grundlagen der zukünftigen Beziehungen zwischen den muslimischen und den christlichen Einwohnern Granadas unter der Herrschaft der Krone von Kastilien festgelegt.

## Vorgeschichte
Im Lauf des Krieges gegen das Emirat von Granada entwickelten die kastilischen Truppen eine Vorgehensweise, um befestigte Städte zu erobern. Zuerst wurden die Felder und Ernten im Umfeld der Stadt zerstört, um eine Versorgung und das Anlegen von Vorräten zu verhindern. Später wurde die Stadt von Truppen umschlossen, so dass eine Versorgung von außen nicht mehr möglich war. Dann wurden die Mauern mit Artilleriegeschützen angegriffen. Wenn die Stadt sich daraufhin nicht ergab, wurde sie gestürmt. Diese Vorgehen setzte eine gut eingespielte Logistik und eine für die damalige Zeit außergewöhnlich wirksame Artillerie bei den Angreifern voraus.
Es gab verschiedene Arten, wie die Bevölkerung der besiegten Städte behandelt wurde. Kam es im Verlauf der Kriegsereignisse zu keinerlei Vereinbarungen zwischen den Parteien, stand am Ende für die Verlierer die bedingungslose Übergabe, die Gefangenschaft und der Verlust aller Güter. Die Bevölkerung der Stadt Málaga ging nicht auf die Angebote der Belagerer ein. Nach der Beschießung und einer verlustreichen Erstürmung der Stadt wurden 11.000 bis 15.000 Personen durch die Angreifer gefangen genommen und als Sklaven verkauft. Wurden die Städte ohne großen Widerstand übergeben, wurde meist das Leben und die Freiheit der Muslime garantiert, sie aber zum Verlassen der Stadt gezwungen. Teilweise konnten große Teile des Besitzes oder sogar Waffen mitgenommen werden, wenn die Besiegten die Stadt verließen und sich an anderer Stelle niederließen. In vielen Fällen wurde der besiegten Bevölkerung gestattet, nach Marokko auszuwandern. Nur selten, wenn es keinerlei Widerstand gegeben hatte, wurden die Sozialstrukturen, die rechtliche und religiöse Ordnung und die islamische Kultur erhalten und die Orte einer neuen politischen und militärischen Macht unterstellt.
Anfang 1491 begannen die kastilischen Truppen neben dem zehn Kilometer von Granada entfernt liegenden Heerlager auf der Vega de Granada das zukünftige Hauptquartier, das Heerlager von Santa Fe, als befestigte Stadt auszubauen. Das christliche Heer bestand zu der Zeit aus etwa 10.000 Reitern und 30.000 Infanteristen. Durch den Ausbau des Lagers und durch die Anwesenheit nicht nur der Königin, sondern auch des Kronprinzen und weiterer Mitglieder der königlichen Familie sollte den Verteidigern von Granada klargemacht werden, dass die Kastilier fest entschlossen waren, die Stadt so lange zu belagern, bis das Ziel, die Machtübernahme durch Christen in dem letzten von Muslimen beherrschten Gebiet auf der Halbinsel, erreicht war.
Im August 1491 wurden die Kampfhandlungen praktisch eingestellt. Zu dieser Zeit begannen vermutlich Verhandlungen zwischen den Beauftragten Königin Isabellas und König Ferdinands und den Beauftragten des Emirs Muhammad XII. (Boabdil). Die Verhandlungen fanden anfangs geheim statt, um Unruhe in der belagerten Stadt Granada zu vermeiden. Die offiziellen Verhandlungen im November 1491 führten auf der Grundlage der früheren Abmachungen schnell zu einem Ergebnis. Am 25. November 1491 unterschrieben König Ferdinand und Königin Isabella die Urkunden, in denen die Ergebnisse der Verhandlungen mit den Vertretern des Emirs Muhammad XII. zusammengefasst wurden.

## Form der Urkunden

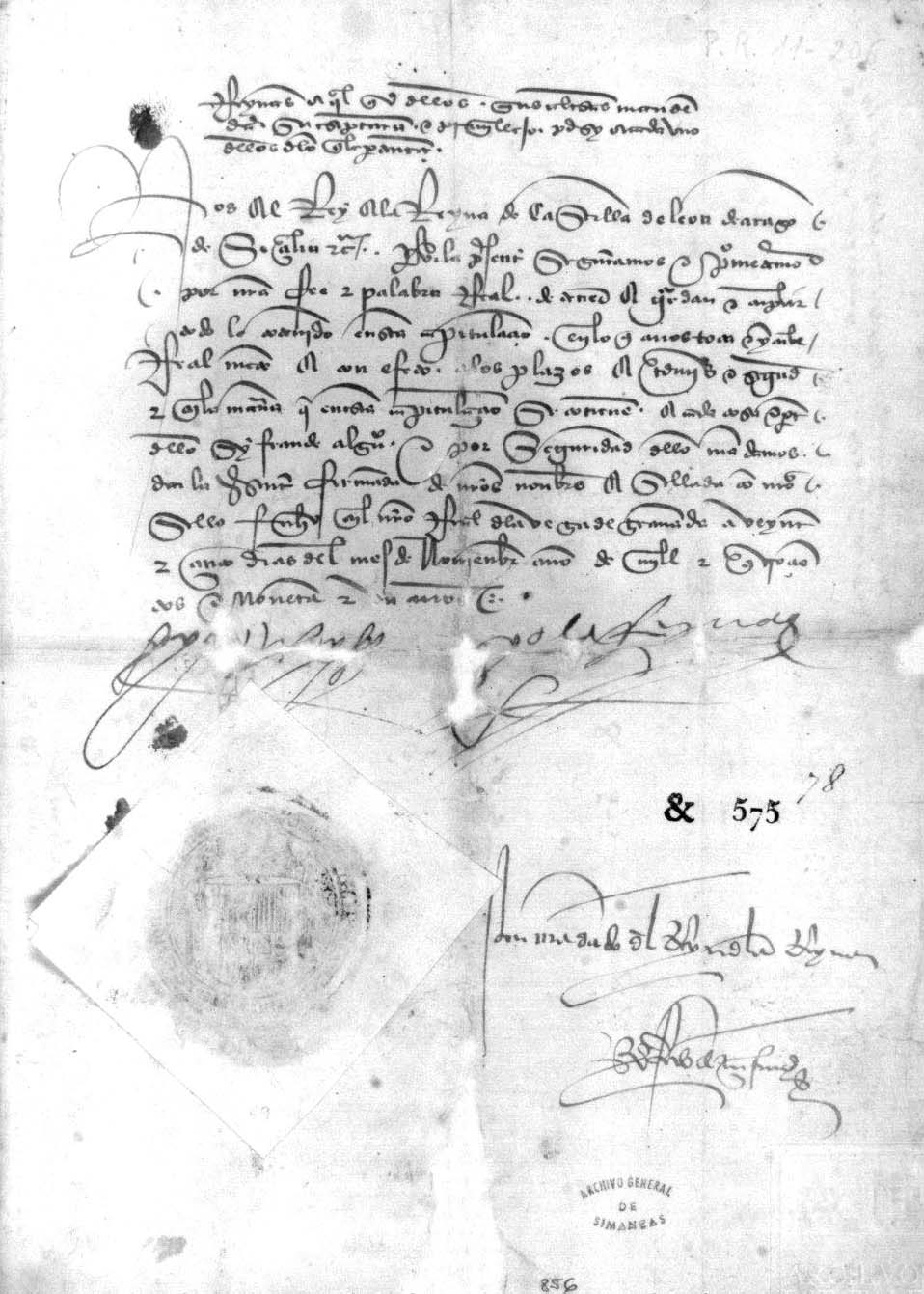
Kopie der „Capitulación de los Reyes Católicos“ im Archivo General de Simancas

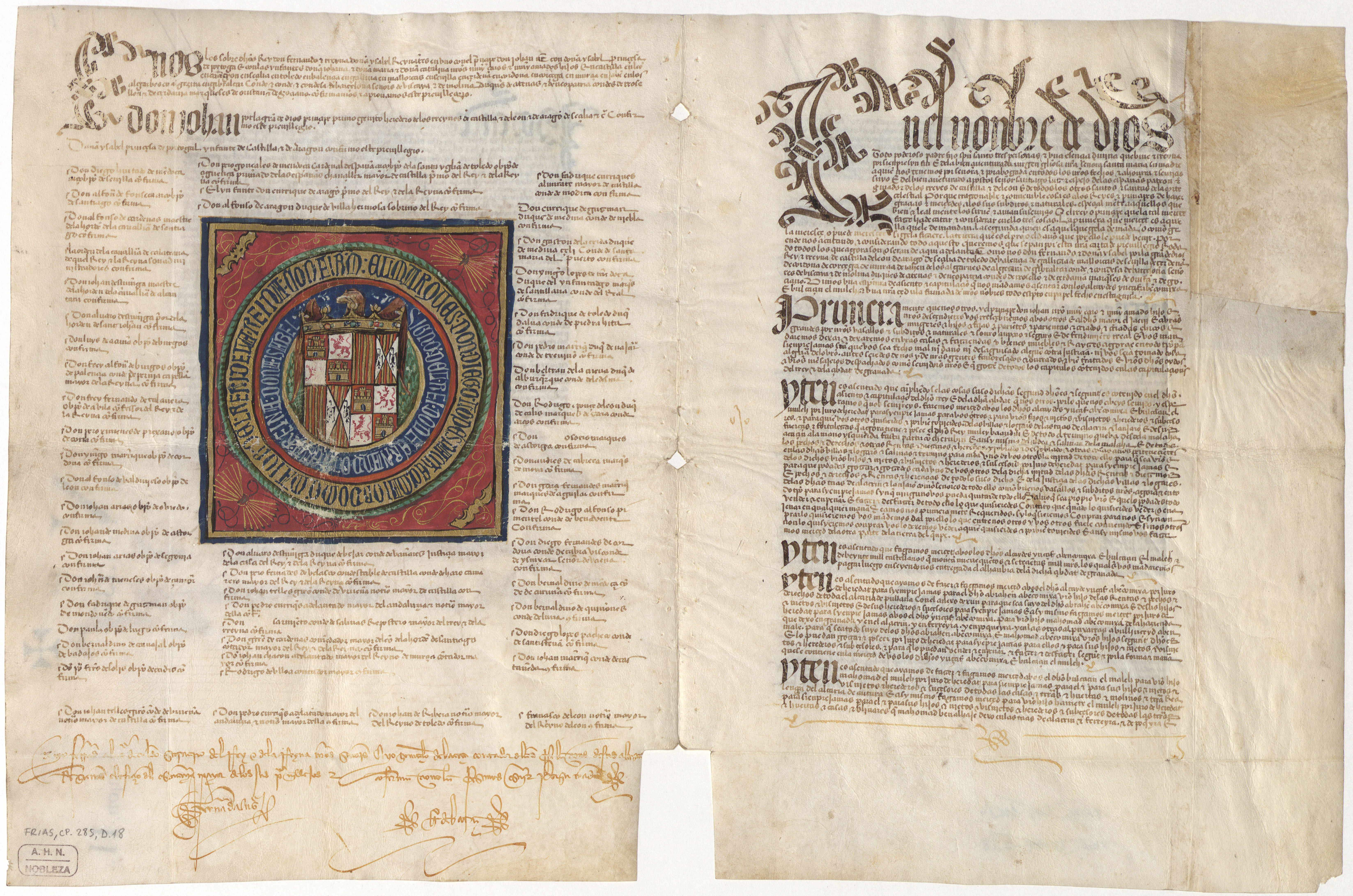
Kopie des „Privilegio rodado“ im Archivo Histórico de la Nobleza

Eine der Urkunden vom 25. November 1491 trägt heute den Titel Capitulación de los Reyes Católicos con Boabdil Rey de Granada. (Capitulación im Bezug auf Boabdil, den König von Granada) Die andere Urkunde vom 25. November 1491 trägt heute den Titel Capítulos de la toma y entrega de Granada. (Capitulación im Bezug auf die Einnahme und Übergabe Granadas)
Die juristische Bedeutung der „Capitulaciones“, die von den Königen von Kastilien ausgestellt wurden, ist umstritten. Der Vertragscharakter des Dokumentes wird durch einige formale Aspekte gestützt wie die wiederholte Verwendung von Ausdrücken wie „asiento“ (Einwilligung) oder „concierto“ (Übereinkunft), juristische Begriffe, die eine zweiseitige Vereinbarung und nicht ein einseitiges Zugeständnis anzeigen. Es wird aber auch die Ansicht vertreten, dass die Capitulaciones Sonderrechte waren, die von der Krone gewährt wurden, sie also keine internationalen Verträge oder Abkommen waren. Daraus ergäbe sich, dass diese „Capitulaciones“ als königliches Sonderrecht zurücknehmbar waren. Ob christliche Könige mit einem muslimischen Herrscher als gleichwertigem Partner einen zweiseitigen Vertrag abschließen durften, war zu dieser Zeit umstritten.
Die Urkunde, die am 30. Dezember 1491 ausgestellt wurde, trägt heute die Bezeichnung Privilegio rodado de asiento y capitulaciones para la entrega de la ciudad de Granada a los Reyes Católicos. (Feierliche Bestätigung der vereinbarten Sonderrechte und Capitulaciones im Bezug auf die Übergabe der Stadt Granada an die Katholischen Könige)
Ein Privilegio rodado war eine besonders feierlich ausgeschmücktes Dokument der königlichen Kanzlei. Die Bezeichnung bezieht sich auf die Darstellung des Siegels in Form eines Rades, das auf dem Dokument abgebildet ist. Dieses auf Pergament geschriebene Dokumente zeigt die Bedeutung die der Angelegenheit für die Zukunft zugemessen wurde. Es gab eine Reihe von Kopien des Dokumentes, die für verschiedene Personen angefertigt wurden.

## Inhalte

### Capitulación im Bezug auf Boabdil
In dieser von König Ferdinand und Königin Isabella unterschriebenen Capitulación wurden Zusagen für die persönliche Zukunft des Emirs Muhammad XII., seiner Familie und seiner engen Mitarbeiter gemacht. Als Aufenthaltsort für sie sollte eine besondere Art von islamischem Herrschaftsgebiet in den Alpujarras in der Sierra Nevada geschaffen werden. Das Gebiet sollte den Hafen von Adra als Zugang zum Meer bekommen, nachdem dort alle Befestigungsanlagen zerstört worden waren. Muhammad XII. sollte 30.000 „Castellanos de Oro“ (Goldmünzen) bekommen. Er sollte von der Steuer freigestellt werden. Er und seine Familie sollten freien Handel mit Afrika treiben dürfen. Es wurde ihm die Ausreise nach Nordafrika angeboten.
Nach einem Aufenthalt von 22 Monaten im Gebiet von Alpujarras verkaufte Muhammad XII. im Oktober 1493 seinen dortigen Besitz, verließ die Iberische Halbinsel und ließ sich in Nordafrika nieder.

### Capitulación im Bezug auf die Einnahme und Übergabe Granadas
In den Capitulaciones werden den Einwohnern der Hauptstadt Granada mit ihren Außenbereichen und Vorstädten sowie des Herrschaftsgebietes von Alpujarras eine große Anzahl von Vorrechten garantiert, die sie nach der Übergabe der Stadt als Untertanen der Herrscher der Krone von Kastilien haben sollten. (Die Aufstellung unten gibt nur eine Auswahl wieder.)
- Dass als königliche Amtsträger nur Personen eingesetzt werden, die von den Muslimen als ehrbar anerkannt sind
- Dass die bisherigen Verwaltungsbeamten der Stadt in ihren Stellungen bleiben
- Dass das Eigentum der Muslime nicht angetastet wird
- Dass alle Muslime weiter in den bisher von ihnen bewohnten Häusern leben dürfen
- Dass Muslime Pferde und Waffen (außer Schusswaffen) besitzen dürfen
- Dass Christen die Häuser der Muslime nur betreten dürfen, wenn sie ausdrücklich dazu eingeladen werden
- Dass Muslime auf ihrer Kleidung keine Kennzeichen tragen müssen wie die Juden
- Dass Muslime drei Jahre lang keine Grundsteuer zahlen müssen und die anderen Abgaben zahlen wie die Christen
- Dass Muslime im christlichen Königreich keine höheren Steuern zahlen müssen als im Emirat
- Dass muslimische Händler im Handel mit Nordafrika und Kastilien die gleiche Rechte haben wie christliche Händler
- Dass kein Muslim an der Ausübung der religiösen Gebote gehindert wird und das auch für Personen gilt, die vom Christentum zum Islam konvertiert sind (Elches)
- Dass der Besitz der muslimischen Gemeinden garantiert wird
- Dass die Einnahmen der Moscheen, die Spenden und sonstigen Einnahmen der muslimischen Gemeinden von muslimischen Rechtsgelehrten verwaltet werden
- Dass kein Christ ohne Genehmigung eine Moschee betreten darf
- Dass Rechtsstreitigkeiten zwischen Muslimen von muslimischen Richtern nach dem bisher bestehenden Recht beurteilt werden
- Dass Streitigkeiten zwischen Christen und Muslimen von gemischt besetzten Gerichten entschieden werden
- Dass Muslime mit ihren Familien innerhalb der nächsten drei Jahre nach Nordafrika auswandern dürfen und ihren gesamten Besitz (Handelswaren, Schmuck, Gold, Silber, Waffen außer Schusswaffen) mitnehmen dürfen,  ohne Ausfuhrzoll zu zahlen, und der Transport auf den Schiffen kostenfrei erfolgt
- Dass Personen, die erst nach diesen drei Jahren auswandern wollen, die Transportkosten und einen Ausfuhrzoll von 1/10 des Wertes der mitgenommenen Güter zahlen müssen
- Dass ausreisende Muslime ihre Immobilien zu normalen Konditionen verkaufen dürfen und, falls sie keine Käufer finden, sie eine Person mit der Einziehung der Einkünfte beauftragen dürfen, um sich diese nach Afrika schicken zu lassen
- Dass eine Reihe von Vorschriften die Freilassung von gefangenen Christen und Muslimen regeln
- Dass weitreichende Amnestien für während des Krieges begangene Straftaten gewährt werden[14]

### Feierliche Bestätigung der vereinbarten Sonderrechte
Der Text des Dokumentes nimmt Bezug auf die von Königin Isabella und König Ferdinand im November ausgestellten Capitulaciones. Auf der Titelseite bestätigten neben der Königin und dem König, Kronprinz Johann, Infantin Isabella sowie eine große Anzahl hochgestellter kirchlicher Würdenträger und Adeliger die Geltung dieser Urkunden mit ihrer Unterschrift.

## Einhaltung der Zusagen
Am 1. Januar 1492 wurde die Festung Alhambra und die Stadt Granada durch Emir Muhammad XII. an Gutierre de Cárdenas, den Vertreter der Krone von Kastilien übergeben. Die offizielle Übergabe geschah in einer feierlichen Zeremonie am 2. Januar 1492 vor der Stadt.
Die Absicht, die mit den Capitulaciones verfolgt wurde, war nicht das dauerhafte Nebeneinander von muslimischen und christlichen Untertanen in Granada. Die Capitulaciones öffneten den Weg für eine fortschreitende Bekehrung der muslimischen Bevölkerung. Dieses Ziel wurde in den folgenden Jahren mit wechselnden Methoden verfolgt.
Nach der Übernahme der Herrschaft durch die Christen hatten die Muslime Granadas die Möglichkeit, auf die Zusagen Königin Isabellas und König Ferdinands zu vertrauen und in ihre alten Umgebung weiterzuleben oder aber das Angebot einer Auswanderung nach Nordafrika zu nutzen. Aufgrund der großzügigen Zugeständnisse und weil ihnen die Zukunft unter christlicher Herrschaft nicht sicher erschien, nutzten viele der Mitglieder der höheren Gesellschaftsschichten die Möglichkeit und wanderten nach Marokko aus. In Granada blieben hauptsächlich muslimische Handwerker und Arbeiter zurück.
Seit Beginn des Jahres 1492 bemühte sich Íñigo López de Mendoza y Quiñones als Festungskommandant der Alhambra und Generalkapitän des Königreiches Granada, die Privilegien, die der muslimischen Bevölkerung gewährt worden waren, genau einzuhalten. Der Erzbischof von Granada, Hernando de Talavera unternahm große Anstrengungen, die Konversion der in der Stadt verbliebenen Muslime zum Christentum gewaltlos durch Überzeugung zu bewirken. Er war daran interessiert, die kulturellen Errungenschaften der Muslime zu erhalten, soweit sie nicht in einem direkten Zusammenhang mit der Religion standen. Sprache, Literatur,
Musik, Naturwissenschaften, Architektur usw. sollten auf die christlichen Werte bezogen werden. Talavera selbst lernte die arabische Sprache. Er verwendete verschiedentlich während der Messe einige Texte auf Arabisch an Stelle von Latein und ließ bei einigen kirchlichen Feiern traditionelle Tänze der Einwohner zu. Talavera fand Lösungen, die die Verteidigung und Ausbreitung des katholischen Glaubens mit den Sonderrechten vereinbar machten, die aus Respekt vor der Religion der Muslime erteilt worden waren. Er hatte eine eindeutige Meinung dazu, wie man die Konversion anregen könne und dabei die kulturellen Gewohnheiten und Vorstellungen zu achten, die nicht unvereinbar mit dem christlichen Glauben waren. Seine Bemühungen bei der Bekehrung der muslimischen Bevölkerung waren nicht besonders erfolgreich. In den rund sieben Jahren von 1492 bis 1499 gab es keine Klagen wegen Gewalttaten gegen den Islam in Granada.
Als im Jahr 1499 Königin Isabella und König Ferdinand erneut Granada besuchten, wurde das Vorgehen Talaveras von dem neuen Beichtvater der Königin, dem Erzbischof von Toledo und späteren Generalinquisitor der Spanischen Inquisition Francisco Jiménez de Cisneros scharf kritisiert. Er kritisierte aber auch die Sonderrechte, die der muslimische Bevölkerung Granadas im Jahr 1491 gewährt worden waren. Francisco Jiménez de Cisneros wurde 1499 von dem Generalinquisitor Diego de Deza beauftragt, das Problem der Elches im Erzbistum Granada zu untersuchen. Als Elches wurden zum Islam konvertierte Christen bezeichnet. Sie waren durch die Sonderrechte, die der muslimische Bevölkerung Granadas im Jahr 1491 gewährt worden waren, vor Bestrafung geschützt. Die Privilegien verstießen nach der Auffassung von Francisco Jiménez de Cisneros gegen Kanonisches Recht, das von der Königin und dem König nicht außer Kraft gesetzt werden könne. Die Erteilung der Privilegien sei daher rechtsunwirksam. Die von Francisco Jiménez de Cisneros ergriffenen Maßnahmen, die weit über die ihm durch die Spanische Inquisition verliehenen Rechte hinausgingen, führten zu dem Aufstand in den Alpujarras (1499–1501).